# Surinaamse Kustwacht
De Surinaamse Kustwacht is een Surinaamse overheidsinstantie die de veiligheid voor de kust bewaakt.
In 2013 werd de Commissie Operationalisering Kustwacht geïnstalleerd die de komst van een Surinaamse kustwacht voorbereidde, met als voorzitter marineofficier Jerry Slijngard. Vanaf juni werden de eerste zestien bemanningsleden getraind bij de Maritieme Autoriteit Suriname. In diezelfde maand werd ook de eerste patrouilleboot geleverd.
Aanleiding voor de oprichting van de kustwacht vormden vooral de bedreigingen die de visserijsector toen enige tijd ondervond door piraterij, waardoor de vissers zich aan hun lot overgelaten voelden. Door acties van piraten met dodelijke afloop kwam Slijngard in 2018 onder druk te staan. Volgens Slijngard was er dat jaar geen sprake meer van piraterij, maar van zeeroverij wat hij vergeleek met terrorisme. Twee Guyanese piraten werden in 2023 voor hun daden ter dood veroordeeld.
Slijngard werd in 2020 opgevolgd door majoor Radjoe Bhola. In 2021 zijn er rond de honderd mensen werkzaam bij de kustwacht. In 2021 werden de eerste stappen van het plan uitgevoerd tot meer samenwerking met de kustwacht van Guyana. In februari 2022 waren er opnieuw beschietingen door zeerovers op vissers.